# Michail Petrowitsch Ananjin
Michail Petrowitsch Ananjin (russisch Михаил Петрович Ананьин, belarussisch Міхаіл Пятровіч Ананьін Michail Pjatrowitsch Ananjin; geb. 18. Mai 1912 in Swerdlowsk; gest. 1991) war ein sowjetischer Kriegsfotograf.

## Leben
Der aus der weißrussischen Hauptstadt Minsk stammende Ananjin begann seine berufliche Laufbahn im Jahr 1931 bei der Komsomolskaja Prawda. Bei Ausbruch des deutsch-sowjetischen Kriegs 1941 schickte ihn diese Zeitung als Pressefotograf an die Front. Im Oktober 1941 erhielt die Komsomolskaja Prawda einen Brief vom Kommandeur der sowjetischen Einheit, der Michail Ananjin zugeteilt war, in dem der Redaktion mitgeteilt wurde, dass ihr Frontkorrespondent bei einem deutschen Angriff in Wjasma getötet worden sei. Es stellte sich jedoch später heraus, dass Ananjin nicht getötet, sondern schwer verwundet und von den Deutschen gefangen genommen worden war. Später kämpfte Ananjin bei verschiedenen Partisaneneinheiten gegen die Deutschen. Er wurde ein weiteres Mal schwer verwundet.
Nach dem Ende des Zweiten Weltkriegs wurde Michail Ananjin zusammen mit seiner Frau Alexandra (geb. 1913) als Korrespondenten der Illustrierten Sowetski Sojus von Moskau nach Minsk geschickt. Ihre Tochter Tamara Ananjin wurde ebenfalls Reporterin für diese Illustrierte.
Er wurde als Verdienter Kulturschaffender der BSSR ausgezeichnet und war Preisträger des Journalistenverbands der Sowjetunion.